# Lorenzo F. Robles
Lorenzo F. Robles är en ort i Mexiko.   Den ligger i kommunen Sinaloa och delstaten Sinaloa, i den västra delen av landet, 1 200 km nordväst om huvudstaden Mexico City. Lorenzo F. Robles ligger 136 meter över havet och antalet invånare är 141.
Terrängen runt Lorenzo F. Robles är platt åt sydväst, men åt nordost är den kuperad. Runt Lorenzo F. Robles är det glesbefolkat, med 20 invånare per kvadratkilometer. Närmaste större samhälle är San Blas, 14,9 km nordväst om Lorenzo F. Robles. I omgivningarna runt Lorenzo F. Robles växer huvudsakligen savannskog.